# Wawrzyniec Żuławski
Wawrzyniec Żuławski (* 14. Februar 1916 in Warschau; † 18. August 1957 am Mont Blanc) war ein polnischer Komponist.
Er war der Sohn des Schriftstellers Jerzy Żuławski. Seine Werke gehören der Richtung der modernen Musik an, die sich an alten Stilmitteln orientiert. Eingängige Melodien, rhythmische und harmonische Unkompliziertheit und eine klassische Formgebung mit wenig Originalität, aber sauberem kompositorischem Aufbau, prägten seinen Stil. Von 1945 bis 1949 war er Professor am Konservatorium in Łódź; 1950 ging er nach Warschau. Żuławski war ein begeisterter Alpinist und starb bei einem Lawinenunglück am Mont Blanc.

## Werke
- Klavierquintett (1943)
- Trio für Flöte, Klarinette, Fagott (alternativ 2 Klarinetten, Fagott)
- Thema mit Variationen
- Suite im alten Stil
- na ork. – 4 Kolędy pol. (1947)
- Suita hiszp. (1957)
- Klaviertrio (1950)
- Sonata skrzypc. (1952)
- Partita (1941)
- 3 Utwory (1950)
- 4 Mazurki (1952)
- Wierchowe nuty na chór i skrzypce solo (1955)
- Werke für Klavier solo